# Повітряні мішки

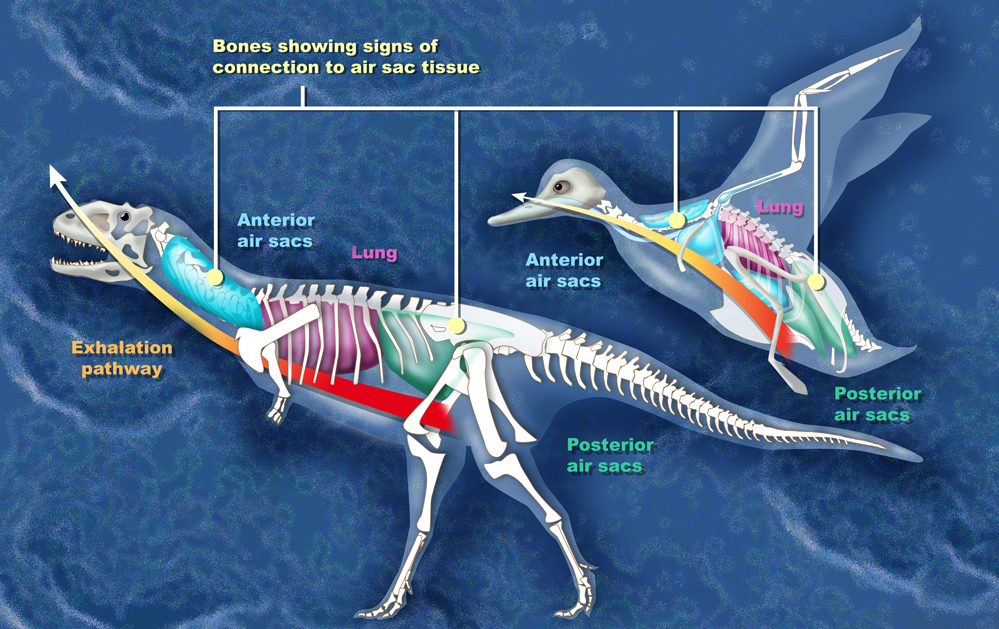
Порівняння повітряних мішків Majungasaurus та птахів

Повітряні мішки — частина дихальної системи птахів, тонкостінні продовження легенів. У птахів існує дев'ять повітряних мішків (ключичний, шийні і передні грудні), розташованих в грудній та черевній порожнинах та сполучених з порожнинами кісток (що заміняють у птахів кістковий мозок та зменшує їх вагу). Повітряні мішки призначені для однонаправленого функціонування легенів, забезпечуючи прокачування повітря через весь об'єм легенів як при вдиху, так і при видиху.
Також значно полегшують вагу птаха. Коли птах сидить на землі чи гілці, він дихає так само як ящірка, — за рахунок звуження-розширення грудної клітки. Проте впродовж польоту внаслідок того, що грудні м'язи надають крилам руху, а грудна клітка перебуває у фіксованому стані, такий механізм дихання стає неможливим. Тому птах, який летить, дихає інакше. Вдих здійснюється під час підіймання крил: повітряні мішки розтягуються і наповнюються повітрям, яке проходить крізь легені, збагачуючи кров киснем. Видих здійснюється, коли крила опускаються: повітряні мішки стискаються і повітря через легені виходить на зовні